# Paczolay Gyula (vegyészmérnök)
Paczolay Gyula (Ercsi, 1930. november 2. – 2025. május 26. (k. n.)) magyar vegyészmérnök, ny. egyetemi docens, a műszaki tudományok kandidátusa, közmondáskutató, tudománytörténész, a Mária-kereszt kitüntetettje.

## Életpályája
Szülei Paczolay Gyula magyar–történelem szakos polgári iskolai tanár és Váczi Eszter Irma voltak.
Iskoláit 1946-ban a kunszentmiklósi Baksay Sándor Református Gimnáziumban és 1949-ben az újpesti Könyves Kálmán Állami Gimnáziumban végezte. 1953-ben végzett a Veszprémi Vegyipari Egyetemen.
Munkahelyei: 1953-tól az Inotai Alumíniumkohónál; majd 1956-tól Budapesten, a Fémipari Kutatóintézetben dolgozott. 1963-tól a Veszprémi Vegyipari Egyetem oktatója lett, ahonnan 1992-ben a Fizikai-Kémiai Tanszék docenseként vonult nyugalomba. 1962-ben elnyerte a „műszaki tudományok kandidátusa” tudományos fokozatot. Az 1960-as évektől tanulmányozza és népszerűsíti az észt nyelvet és műveltséget, öntevékenyen építi ki a magyar- és az észt kapcsolatokat. Annak idején igen jelentős szerepe volt a Veszprém és Tartu közti testvérvárosi kapcsolatok kialakításában. A Magyar-Észt Társaság alapító és vezetőségi tagja.
Írásai 1975-től jelennek meg a közmondások összehasonlító vizsgá-latának témakörében, amelynek – az igen széleskörű nyelvtudásának is köszönhetően (angol, észt, francia, japán, kínai, német, olasz és orosz) – nemzetközileg elismert szaktekintélyévé vált. 1992–1995 VE Jedlik Ányos Kollégium igazgatója. 1995-től a Gábor Dénes Műszaki Főiskolán főiskolai tanár. 1977 UNIDO szakértő Bécsben. 1988-ban az MDF veszprémi szervezete (alapító) tagja, 1991–1993 között elnöke, 1991-től 1994-ig az országos választmány és a külügyi bizottság tagja. Az International Society for Folk Narrative Research világkongresszusainak és a Nemzetközi Finnugor Kongresszusoknak rendszeres előadója. Az MTA VEAB az ISFNR tagja. 1990-ben a Magyar–Észt Társaság (Ungari–Eesti Selts) (alapító) tagja. Veszprém és az észtországi Tartu közti testvérvárosi kapcsolat létrehozója. Számtalan tudományos találkozón képviselte előadásaival a magyar és a finnugor nyelvművelődést – Kovásznától Liptószentmiklósig és Ungvárig, de a külföldi országokban Graztól Tartuig és Jyväskylä-ig, Rómától Wrocławig, Göttingától Mysore-ig, Pekingig és Tokióig is. A történelmi Magyarországon (például Marosvásárhelyen, Ungváron) és Európán kívül (pl. Göttingában, Oxfordban, Tartuban, Wroclawban) a többi földrészen is előadott (pl. Melbourne-ben, Pekingben és Tokióban). Külföldi könyvtárakban – köztük Londonban, Krakkóban és Bécsben – is kutatott. 2004-től az amerikai Proverbium Yearbook of International Proverb Scholarship szerkesztőbizottságának tagja.
Sok évtizedes közmondáskutató, folklorisztikai és művelődéstörténeti tevékenysége elismeréseként Dr. Paczolay Gyula PhD nyelvész nyerte el első alkalommal az UNESCO által Budapesten alapított Európai Folklór Intézet kitüntetését, az Európai Folklórérem elnevezésű díjat. A közleményben az intézet kiemelte: Paczolay Gyula tevékenysége arra irányult, hogy feltárja és megismertesse az európai népek ősi, hagyományos kultúráit. Ezt kimagaslóan az „European Proverbs” című kézikönyve fémjelzi, amelyben minden európai népcsoport közmondáskincséből a legelterjedtebb szövegeket válogatta össze és látta el kommentárokkal. 
Tudománytörténeti kutatásait a Magyar Tudománytörténeti és Egészségtudományi Intézet felkérésére végezte. Könyvet írt a Múlt magyar tudósai sorozatban Duka Tivadarról 1998-ban. Az Intézeti kiadványok sorában jelent meg a "Magyarország és Erdély gyógyvíztörténelméből. Az első magyar nyelvű kémiai monográfia és előtörténete" c. munkája és "A magyar kémiai szaknyelv történetéből" c. kötete. Fejezete jelent meg a "Pannóniai Féniksz, avagy hamvából fel-támadott magyar nyelv" c. kötetben (Bp., 2005. OSZK – MTA. )

## Munkássága

### Könyvek
- Négynyelvű kémiai szakszótár. (Szerkesztő, társszerző.) Veszprém, 1952
- Egyetemi szógyűjtemény. Glossary of College Terms. Veszprém, 1967
- A tudomány néhány elméleti kérdése. (társszerző). Bp., 1970
- Tudományok és rendszerek. Tudományterületek közös törvényszerűségei. Bp., 1973
- Magyar kifejezések angolul. Általános és szakkifejezések, szólások, közmondások (szerk.). Veszprém, 1975
- Fizikai kémia agrárvegyész hallgatóknak. Veszprém, 1978
- Magyar–észt közmondások és szólások, német, angol és latin megfelelőikkel, cseremisz függelékkel. Veszprém–Bp., 1985
- Science and Technology Policies in Finland and Hungary. A Comparative Study. (Társszerző.) Bp., 1985
- Magyar–észt–német–angol–finn–latin közmondások és szólások cseremisz és zürjén függelékkel. Veszprém, 1987
- Magyar közmondások és szólások. Hungarian Proverbas. Veszprém, 1989
- Magyar közmondások és szólások. 750 ungarische Sprichwörter und Redewendungen. Veszprém, 1990
- Észtország a fordulat után. (Társszerző.) Szombathely, 1994
- Magyar–japán közmondások és szólások Hangarigo-no kotowaza to nippongo-no kotowaza. (Angol fordításokkal.) Ercsi, 1994
- European, Far-Eastern and some Asian Proverbs. A Comparison of European, Chinese, Korean, Japanese, Vietnamese and other Addenda to the European, Far-Eastern and some Asian Proverbs. Veszprém, 1996
- European Proverbs in 55 Languages with Equivalents in Arabic, Persian Sanskrit, Chinese and Japanese. Veszprém, 1997
- Duka Tivadar. Bp., 1998
- Ezer magyar közmondás és szólás angol, észt, finn és német fordítással. Bp.–Bicske, 2000
- Többnyelvű szólás- és közmondásgyűjtemény. 340 közmondás magyar, angol, észt, francia, német, olasz, lengyel, portugál, spanyol és latin nyelven; Tinta, Budapest, 2015 (Híd szótárak)
- Közmondások, szólások Zrínyi Miklós írásaiban. 89 magyar, 43 latin közmondás, szólás története, idegen és tájnyelvi megfelelői szótárszerű elrendezésben; szerk. Balázsi József Attila; Tinta, Budapest, 2019 (Segédkönyvek a nyelvészet tanulmányozásához)
- Magyarország és Erdély gyógyvíztörténelméből. Piliscsaba, 2002.
- A magyar kémiai szaknyelv történetéből. Piliscsaba, 2006.

### Cikkek
- Ct.: Schlandt Henrik brassói közmondás lexikonjainak helye a magyar szóláskutatás történetében. = Ethnographia, 90. 1979
- Lengyel, magyar és észt közmondások és szólások összehasonlítása. A lengyel nyelv és irodalom magyarországi kutatásairól tartott tudományos konferencia anyaga. Bp., Lengyel Tájékoztató és Kulturális Központ, 1986
- A ló a közmondásokban és szólásokban. = Új Horizont, 1991. 5–6. sz.
- Europen, Far-Eastern and some Asian Proverbs. = Proverbium Yearbook, 1993
- Magyar közmondások és szólások nemzetközi rokonsága. = Acta Hungarica, 1993–1994. 4–5. sz.
- Proverbs and reality. = Proverbium Yearbook, 13. 1996
- Reciprocity and departures from it on proverbs
- Vortrage des 10. Kongresses der ISFNR (Innsbruck 1992) Berlin 1996. stb.

## Díjai, kitüntetései
- 1993 A magyar felsőoktatásért plakett.
- 1998 Ercsi díszpolgára.
- 2000 UNESCO Európai Folklórérem és Oklevél.
- 2000 a Magyar Néprajzi Társaság tiszteleti tagja.
- 2000 az Észt Köztársaság Budapesti Nagykövetségének elismerő oklevele “a magyar-észt kapcsolatok fejlesztése érdekében kifejtett hosszú és aktív tevékenységéért”